# 曬布駅
曬布駅（さいふえき）は中華人民共和国深圳市羅湖区に位置する深圳地下鉄3号線の駅。

## 駅構造
- 島式ホーム1面2線を有する地下駅。ホームドア設置。

| 竜崗線ホーム (B2F) | ←■3号線 益田方面 |
| 竜崗線ホーム (B2F) | 島式ホーム       |
| 竜崗線ホーム (B2F) | ■3号線 双竜方面→ |

## 歴史
- 2011年6月22日 - 開業。

## 隣の駅
深圳地下鉄
■3号線
翠竹駅 - 曬布駅 - 老街駅